# Соматизация
Соматизация (от др.-греч. σῶμα — «тело») — один из механизмов психологической защиты человека. Понятие соматизации было предложено психоаналитиком Вильгельмом Штекелем в 1924 году для обозначения конверсионных расстройств, то есть истероформных соматических нарушений. Позднее данный термин стал применяться для обозначения соматических заболеваний, в происхождении которых большая роль отводится психологическим факторам, такие расстройства получили название психосоматических. С момента введения термина его определение постепенно изменяется: так, в коллективной монографии «Психосоматическая медицина» под редакцией Туре фон Икскюль соматизация описывается как нарушения функционирования той или иной системы без достаточного органического основания, но при важной роли психологических факторов, а Збигнев Липовский определил соматизацию как склонность переживать психологический стресс на физиологическом уровне.
Другое название этой формы защиты от регрессии — образование телесных симптомов или «бегство в болезнь». Эта защита проявляется в повышенном внимании к собственному здоровью и самочувствию. Такие люди могут с упоением говорить о своих болезнях, здоровом образе жизни, диетах и т. д. В своих взглядах на эти вещи они непреклонны, могут спорить, настаивать на своем мнении, слишком чувствительно реагировать на чужие замечания и советы в этих сферах.
Соматизация — это своего рода «отелеснивание» негативных эмоций, приводящее к возникновению дискомфортных телесных ощущений, а при их длительном существовании — разнообразных нарушений со стороны внутренних органов.
В зависимости от причин выделяют разновидности соматизации[какие?].